# Одинцов, Николай Иванович
 Николай Иванович Одинцов (16 ноября 1875 — 22 февраля 1919) — генерал-майор Российской императорской армии, участник Первой мировой войны и кавалер Георгиевского оружия (1914). После Октябрьской революции присоединился к Белому движению, служил в составе Вооружённых сил Юга России.

## Биография
Николай Иванович Одинцов родился 16 ноября 1875 года. По вероисповеданию был православным. Окончил кадетский корпус. 
1 сентября 1894 года вступил на службу в Российскую императорскую армию. Окончил Николаевское кавалерийское училище, из которого был выпущен в 36-й драгунский Ахтырский полк. Был произведён в корнеты, со старшинством с 12 августа 1895 года, в поручики, со старшинством с 12 августа 1899 года, в штабс-ротмистры, со старшинством с 12 августа 1903 года. Окончил Николаевскую академию Генерального штаба. С 24 апреля 1904 года по 28 марта 1910 года был младшим офицером Николаевского кавалерийского училища. Был произведён в чин ротмистра, со старшинством с 12 августа 1907 года. Был произведён в ротмистры гвардии, со старшинством с 12 августа 1908 года. По состоянию на 1 января 1909 года был адъютантом Николаевского кавалерийского училища. Был произведён в подполковники, со старшинством с 12 августа 1908 года. С 28 марта 1910 по 28 и юля 1914 года был делопроизводителем канцелярии Генерал-инспектора военно-учебных заведений. В 1912 года «за отличие» был произведён в полковники, со старшинством с 6 декабря 1911 года.
Принимал участие в Первой мировой войны. С 28 июля 1914 года служил в 12-м гусарском Ахтырском полку. По состоянию на 1 августа 1916 года служил в том же полку. Получил ранение. С 15 ноября 1916 года по 22 октября 1917 года был командиром 12-го уланского Белгородского полка. 14 июля 1917 года «за отличие в делах» был произведён в генерал-майоры, со старшинством с 18 декабря 1916 года.
После Октябрьской революции присоединился к Белому движению, служил в Вооружённых силах Юга России. Скончался 22 февраля 1919 года.

## Награды
Николай Иванович Одинцов был удостоен следующих наград:
- Георгиевское оружие (11 октября 1914) 
— «при обходе 27-го Августа 1914 года, большими силами австрийцев левого фланга 24-го армейского корпуса, под начальством его были высланы на опушку леса 4 спешенных эскадрона. Выйдя вперед для личной рекогносцировки и увидя некоторое замешательство австрийцев, он стремительно бросился со своими эскадронами в атаку, несмотря на сильный ружейный и пулеметный огонь, выбил противника из деревни и заставил его отойти, чем задержал наступление австрийцев на левый фланг»;
- Орден Святого Владимира 3-й степени с мечами (8 декабря 1915);
- Орден Святого Владимира 4-й степени (1912); мечи и бант к ордену (28 февраля 1915);
- Орден Святой Анны 2-й степени (1909);
- Орден Святого Станислава 2-й степени (1906).